# Sopa de rabo de buey

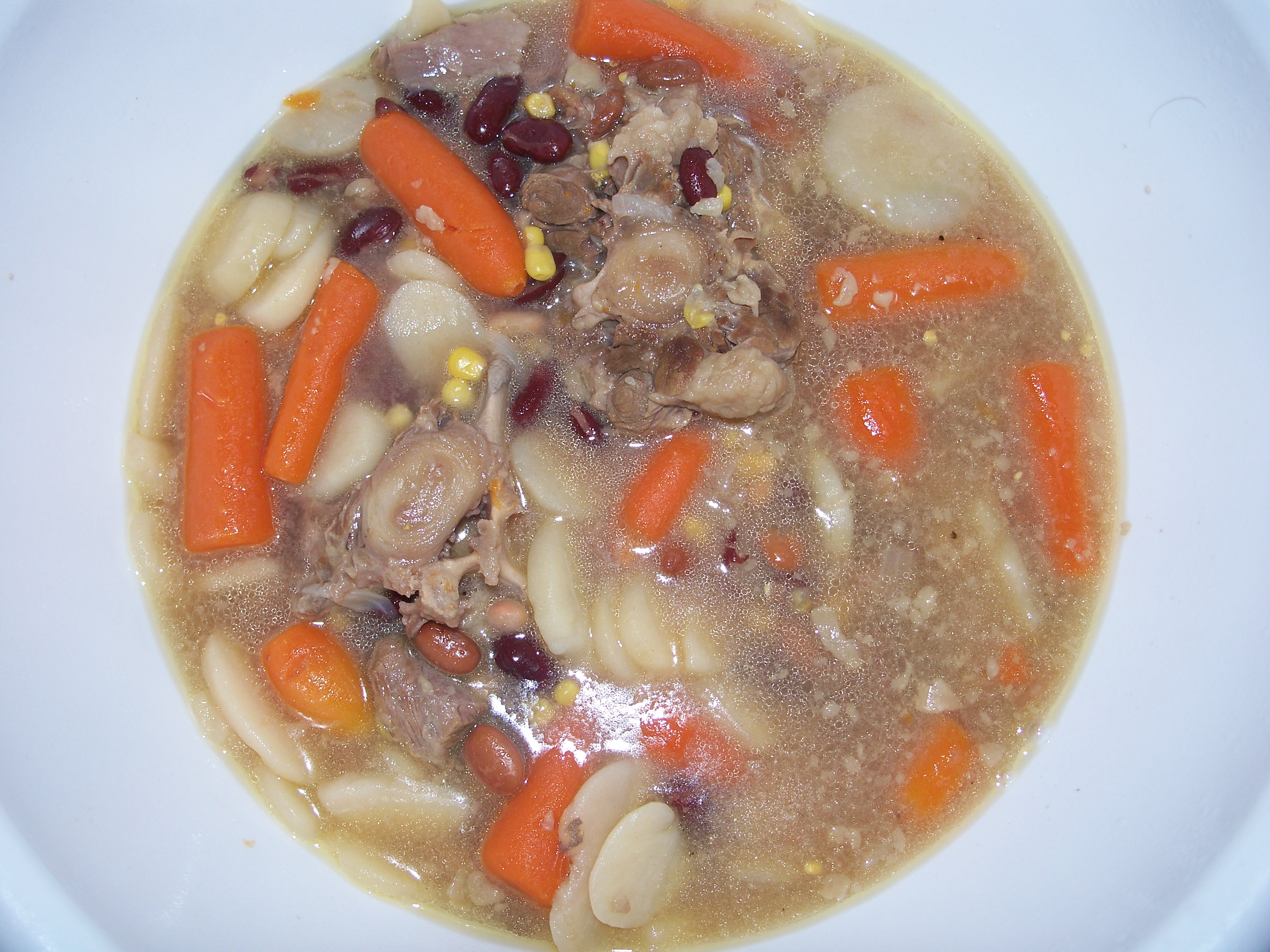
Sopa de rabo de buey

La sopa de rabo de buey (en inglés: oxtail soup) es una sopa elaborada con rabo de buey como principal ingrediente. Existen cuatro versiones muy populares y no relacionadas entre sí de este plato: un plato tradicional de la cocina brasileña (rabo de buey con papas y berros, conocido como «rabada»), un plato tradicional de la cocina china, un plato de origen étnico procedente del sur de los Estados Unidos (soul food), y un caldo gelatinoso (una especie de gravy) muy popular en el Reino Unido desde el siglo XVIII. Esta sopa suele servirse como plato único o como plato principal de una comida, puesto que llena bastante.

## Variantes
La versión china de esta sopa es más un estofado o cocido que una sopa. Se pica la carne del rabo de buey (generalmente las partes superiores del rabo resultan más carnosas y su sabor es más intenso) y las diversas verduras (zanahorias, apio, cebollas y a veces algo de cebada) y se sirve todo ello junto.
La versión brasileña por lo general se sirve con arroz blanco.
La versión más popular de esta sopa en Inglaterra y en otros países de Europa es la variedad que distribuyen enlatada las empresas Heinz y Campbell Soup Company.
En Venezuela, por su parte, constituye un «sancocho» o «hervido», el cual se elabora con diversas raíces y tubérculos, como ñame, yuca, malanga (ocumo), papa, arracacha (apio), calabaza (auyama), etc.; si bien se le llama comúnmente «sopa de rabo».